# Muschrik
Muschrik, auch Mushrik (arabisch مشرك, DMG mušrik) ist ein Begriff aus dem Vokabular des Korans, der denjenigen bezeichnet, der Gott andere Gottheiten beigesellt (Schirk). Der Begriff, der in seiner Pluralform muschrikūn (مشركون / mušrikūn) zum ersten Mal in mittelmekkanischer Zeit begegnet, bezeichnet dort die mekkanischen Gegner Mohammeds. Häufig wird er mit „Polytheisten“ übersetzt, allerdings sind nach neuerer Forschung damit eher Henotheisten gemeint, also Menschen, die einen Hochgott verehren, der über einem größeren Pantheon waltet, bzw. Monotheisten, die einen höchsten Gott über Mittlerinstanzen anrufen. Der Begriff hatte von Anfang an polemische Qualität und diente in medinischer Zeit zur Rechtfertigung des Kampfes der Muslime gegen die ihnen feindlich gesinnten Mekkaner.
Die islamische Glaubenslehre unterscheidet bei ihrer Betrachtung Andersgläubiger zwischen den Muschrikūn und den Anhängern einer Buchreligion, sogenannten „Schriftbesitzern“. Während letztere nicht zu den Ungläubigen zählen, aus religiöser Sicht allerdings einen dem Unglauben nahestehenden Status haben, gelten die Muschrikūn als Ungläubige, die im klassischen islamischen Rechtswesen bei der Ablehnung des Islam zu bekämpfen und im Zuge dessen zu töten waren.
Der hanbalitische Gelehrte Ibn Taimiya wandte den Begriff allgemein auf alle Menschen an, die Gräberkult betreiben, sich zum Beispiel beim Gebet nach einem Grab ausrichten, ganz gleich ob sich diese Menschen selbst zum Islam bekennen oder nicht.